# Pegging (práctica sexual)

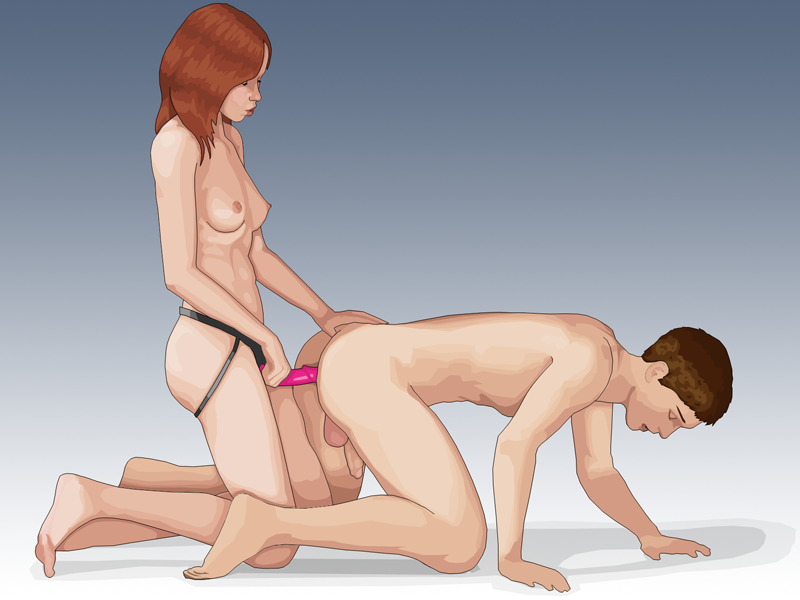
Una mujer realizando pegging a un hombre en la posición del perro con un arnés de 4 correas y un dildo.

El término pegging se refiere a la práctica sexual en la que una mujer penetra analmente a un hombre empleando una prótesis que usualmente va sujeta en el pubis por medio de un arnés de cintura. Esta práctica también puede implicar la estimulación de los genitales masculinos.
Aunque este tipo de penetración también puede realizarse de hombre a mujer, hombre a hombre, y mujer a mujer, el término pegging no se utiliza comúnmente para referirse a estas variaciones. 
Suele emplearse un dildo, aunque también son aptos los vibradores.  El arnés que se utiliza se coloca alrededor del cuerpo, y es similar al que se usa en escalada, pero con algunos cambios. Este dispositivo se conoce en inglés como strap on (que podría traducirse como ‘con correa’), y suele denominarse en español como «estrapón», «cinturonga», o simplemente «dildo con arnés». 
El neologismo "pegging" esta bien cuando se convirtió en la entrada ganadora en un concurso de la columna de consejos sexuales "Savage Love" de Dan Savage, que se realizó después de que se hizo la observación de que no había un nombre común o una definición en el diccionario para el acto en el idioma inglés.

## Aspectos placenteros

### Placer físico
Los hombres pueden encontrar placentera la estimulación del ano, el recto y especialmente la próstata. Durante el sexo anal, el placer del hombre puede derivarse particularmente de la próstata, lo que puede conducir a un orgasmo y a la eyaculación . Algunos hombres disfrutan de masturbarse (o ser estimulados manualmente) durante la práctica.
Las mujeres pueden recibir estimulación directa en los genitales desde la base del dildo, o en el caso de un dildo doble, por penetración vaginal. Pueden usar un vibrador secundario, entre el dildo y sus genitales, para obtener un mayor placer durante el pegging.  Los dildos de triple punta proporcionan estimulación vaginal y anal a la mujer de manera simultánea.

### Placer psicológico
El columnista de consejos Dan Savage cree que todos los hombres deberían probar el pegging al menos una vez, ya que podrían descubrir una nueva actividad sexual placentera e ilustrarlos acerca de la perspectiva del receptor en el sexo.

## Materiales instructivos
Han surgido algunas películas y libros instructivos en los últimos años, incluido Bend Over Boyfriend (1998), basados en una serie de conferencias y talleres de Robert Lawrence y Carol Queen y coproducidos por Fatale Media, Inc. La película fue creada y dirigida por Shar Rednour y Jackie Strano, cofundadores de SIR Video Movies. Bend Over Boyfriend originalmente inspiró a Dan Savage a llamar al acto "BOBing", pero sus lectores votaron posteriormente por el término ganador, "pegging".
La directora estadounidense de cine pornográfico y educadora sexual Tristan Taormino lanzó una película instructiva en 2009 por Vivid Entertainment Group, La Guía de expertos de Tristan Taormino para el placer anal para hombres, que presenta una explicación detallada sobre el placer anal masculino y el sexo con dildo de arnés. En ella enseña un taller con instrucciones y habilidades para el sexo anal placentero y seguro en el que la mujer penetra al hombre. Hay tres escenas en las que parejas de actores pornográficos exploran diferentes dispositivos y posiciones sexuales para el pegging. 
Como autora de numerosas guías sexuales y libros informativos sobre varios tabúes sexuales, Violet Blue escribió y lanzó la Guía de la pareja aventurera para el sexo con arnés en 2007. 

## En películas
La primera escena de pegging conocida en alguna película (mucho antes de que se acuñara el término) es en la película de 1970 Myra Breckinridge, basada en la novela del mismo nombre de Gore Vidal, aunque no fue explícita. Se cree que la primera escena de pegging explícita fue en la película pornográfica de 1976 The Opening of Misty Beethoven.

## En la cultura popular
Aunque no necesariamente se denomina "pegging", las siguientes obras de cultura popular al menos hacen referencia al concepto. 
- El Marqués de Sade describe un acto de pegging en su libro de 1795 La filosofía en el tocador .[6][7]
- Hay una representación de pegging en la novela de William S. Burroughs, El almuerzo desnudo de 1959. El dildo utilizado en la escena se llama Steely Dan III, y es la fuente de la cual el grupo musical Steely Dan toma su nombre.[8][9]
- Esta práctica apareció en la serie de 2005 de la comedia británica Peep Show (2005), en una escena en la que Jeremy (Robert Webb) es penetrado por su entonces novia Michelle (Shelley Blond).[10]
- Fue presentado en el programa de televisión Weeds, durante el episodio " Crush Girl Love Panic " (2006).[4]
- En el episodio piloto de enero de 2007 de Dirt, Lucy Spiller (Courteney Cox) chantajea al Príncipe Tyreese (Rick Fox) con fotografías de él siendo penetrado por una prostituta.
- La película de septiembre de 2007, YPF, presenta una historia en la que una pareja que siente que hacer el amor se ha vuelto aburrido con el tiempo, intenta darle vida a su vida sexual probando el pegging.
- La compañía de teatro Pack of Others tiene una representación teatral completa dedicada a "difundir la palabra sobre los placeres de la estimulación de la próstata y el sexo con arnés".[11] El espectáculo ha realizado giras a nivel nacional y ganó el premio a la Mejor Comedia en el Festival Fringe de San Francisco de 2008.[12]
- En el episodio "Knockoffs" de la serie de televisión Broad City, Abbi Abrams penetra a Jeremy Santos.[13]
- En la película de 2016, Deadpool, se mostró una escena de pegging con clasificación R como parte de un montaje de la actividad sexual entre Wade Wilson y su novia Vanessa Carlysle.[14]
  - En la película de 2024, Deadpool & Wolverine, Deadpool hace referencia a dicha escena, mencionando que él ha practicado pegging antes, en el momento que es interceptado por agentes de la AVT.

## Otras lecturas
- Blue, Violet (2007) La guía de la pareja aventurera para el sexo con arnés. Cleis Press . ISBN 1-57344-278-X
- Taormino, Tristan (2006) [1997] The Ultimate Guide to Anal Sex for Women . Prensa Cleis ISBN 1-57344-028-0